# Hordubal
Hordubal je název novely Karla Čapka a zároveň i ústřední postava díla. Novela patří do tzv. noetické trilogie Hordubal, Povětroň, Obyčejný život; vydána byla roku 1933. Na základě této předlohy byly natočeny dva filmy – Hordubalové (1937) a Hordubal (1979). Dílo bylo sepsáno na motivy skutečného příběhu ze vsi Barbovo.

## Děj
V první části se Juraj Hordubal vrací po osmi letech z Ameriky domů do Podkarpatské Rusi a naivně si myslí, že na něj doma čeká uklizený domov, věrná žena (Polana) a milující dcerka (Hafia). Svůj domov má značně idealizovaný a nepřipouští si, že by to tam mohlo být jiné. Skutečnost, že to vypadá úplně jinak, omlouvá svou dlouhou nepřítomností. Doufá, že si tam na něj brzy zvyknou a všechno bude zase dobré. Ze začátku je přesvědčen, že mu jeho žena byla po celých osm let věrná. Nakonec pravděpodobně začíná tušit, že mu je Polana nevěrná se správcem Štěpánem Manyou. Mezi oběma muži vznikne napjatá atmosféra a Manya je nucen opustit Hordubalův statek. Milenecký vztah mezi Polanou a Štěpánem ale nekončí. Společně se smluví, že Hordubala zabijí, a svůj plán uskuteční.
Druhý díl popisuje vyšetřování Hordubalovy vraždy a zprostředkovává čtenáři jiný pohled na okolnosti, které zločinu předcházely.
Ve třetím díle je ukázán pohled soudu, který v tomto případě má vynést rozhodnutí o vině mileneckého páru.

## Filmové zpracování
- Hordubalové (1937), režisér Martin Frič
- Hordubal (film, 1979) (1979), režisér Jaroslav Balík